# Sara Magnaguagno
Sara Magnaguagno (21 marzo 1986) è una calciatrice italiana, di ruolo difensore, svincolata dal luglio 2017.

## Palmarès
- Campionato italiano: 1

Foroni Verona: 2002-2003
- Campionato italiano di Serie A2: 1

Valpo Pedemonte: 2012-2013
- Campionato italiano di Serie B: 1

Valpolicella: 2016-2017